# Contapersone
Il Contapersone è un congegno meccanico o elettronico adibito alla conta di persone.
Esistono differenti tipologie di sistemi contapersone per monitorare le presenze nei luoghi aperti al pubblico; a seconda del tipo di tecnologia utilizzata si ha una differente affidabilità nella rilevazione del dato. Un semplice esempio di contapersone è il tornello che consentendo il transito ad una sola persona per volta, permette di conoscere il numero di transiti dal numero di rotazioni effettuate.
In periodi recenti le nuove tecnologie hanno contribuito a migliorare significativamente l'attendibilità del conteggio anche in presenza di situazioni critiche come l'elevato traffico di persone che spesso è causa di errori (percentualmente rilevanti).
Esistono sostanzialmente due tecnologie di conteggio persone: l'utilizzo di telecamere che inquadrano la "finestra" utile al conteggio delle persone e l'utilizzo di sensori, tipicamente a barriera fotoelettrica che intercettano il flusso dei visitatori.
Esistono anche sensori molto specialistici utilizzanti tecnologie laser che si comportano come degli scanner o di pressione posizionati sotto a tappeti, in grado di intercettare in modo bidirezionale il flusso delle persone conteggiando chi entra e chi esce con margini di errore molto bassi.
L'ultimo ritrovato tecnologico è rappresentato dalla telecamera 3D (Contapersone 3D) che definisce il nuovo gold standard per l'accuratezza in quanto utilizza la terza dimensione per la rilevazione del traffico di soggetti.
Le applicazioni tipiche dei sistemi contapersone si hanno nei centri commerciali, nei musei, nelle piscine, nelle stazioni e negli aeroporti.
La necessità di contare le persone scaturisce da esigenze di marketing (numero di affluenze in un dato periodo), sicurezza (grado di affollamento in caso di evacuazione d'emergenza), climatizzazione (controllo della qualità dell'aria negli ambienti in funzione dell'affollamento).